# Färgkista
Färgkista eller färglåda är det magasin i tryckpressen varifrån man tillför tryckfärgen till tryckande cylindrar via ett färgverk.